# 清水彦五郎

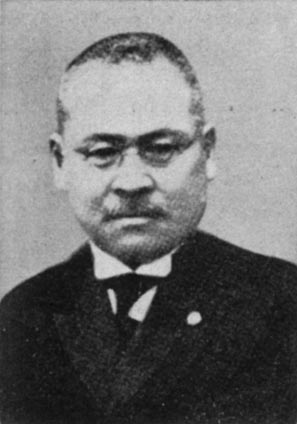
清水彦五郎

清水 彦五郎（しみず ひこごろう、安政元年11月19日（1855年1月7日） - 大正2年（1913年）4月15日）は、日本の文部官僚。

## 経歴
福岡県出身。1875年（明治8年）、文部省に出仕し、帝国大学法科大学舎監、帝国大学書記官・法科大学舎監、高等商業学校校長、東京帝国大学書記官・医科大学附属医院事務官督を歴任した。

## 栄典
- 1892年（明治25年）9月26日 - 正七位[4]